# SpaceX Dragon 2
Dragon 2 là một lớp tàu vũ trụ có thể tái sử dụng một phần được phát triển và sản xuất bởi công ty hàng không vũ trụ Mỹ SpaceX, chủ yếu dành cho các chuyến bay đến Trạm Vũ trụ Quốc tế (ISS). Có hai biến thể: Crew Dragon, một phi thuyền có khả năng chở tối đa bảy phi hành đoàn và Cargo Dragon, một phiên bản cập nhật thay thế cho Dragon 1 ban đầu. Tàu vũ trụ bao gồm một khoang vũ trụ có thể tái sử dụng . Tàu vũ trụ được phóng lên bằng tên lửa Falcon 9 Block 5 và quay trở lại Trái đất bằng cách đáp trên mặt biển. Bốn tàu vũ trụ Dragon 2 đã được sản xuất hiện đang hoạt động.
Cargo Dragon cung cấp hàng hóa cho ISS theo hợp đồng Dịch vụ Tiếp tế Thương mại 2 với NASA . Chuyến bay đầu tiên của Dragon 2 trong cấu hình chở hàng được khởi động vào tháng 12 năm 2020. Nó chia sẻ nhiệm vụ này với tàu vũ trụ Cygnus của Northrop Grumman và tàu vũ trụ Dream Chaser của Sierra Nevada Corporation dự kiến sẽ tham gia cùng họ chậm nhất vào tháng 6 năm 2022.
Tính đến năm 2021, Crew Dragon là tàu vũ trụ vận chuyển con người duy nhất của Hoa Kỳ, tàu vũ trụ có phi hành đoàn có thể tái sử dụng duy nhất và là tàu vũ trụ chở hàng có thể tái sử dụng duy nhất hiện đang hoạt động. Vai trò chính của nó là vận chuyển các phi hành đoàn đến và đi từ ISS theo Chương trình Phi hành đoàn Thương mại của NASA, kế thừa khả năng vận chuyển phi hành đoàn của Tàu con thoi đã ngừng hoạt động vào năm 2011. Chậm nhất vào tháng 6 năm 2022 Boeing Starliner sẽ tham gia nhiệm vụ này. Crew Dragon cũng được sử dụng cho du lịch không gian quỹ đạo không kết nối vào trạm vũ trụ và dự kiến sẽ được sử dụng để đưa đón khách du lịch đến và đi từ Trạm vũ trụ quốc tế ISS đã được lên kế hoạch của Axiom Space.

## Phát triển và các biến thể
Có hai biến thể: Crew Dragon và Cargo Dragon. Ban đầu Crew Dragon được gọi là "DragonRider"  và ngay từ đầu nó đã được dự định dùng để hỗ trợ một phi hành đoàn gồm bảy người hoặc kết hợp giữa thủy thủ đoàn và hàng hóa. Nó có thể thực hiện việc cập bến và cập bến hoàn toàn tự động với khả năng ghi đè thủ công, sử dụng NASA Docking System (NDS). Đối với các nhiệm vụ thông thường, Phi hành đoàn Dragon sẽ vẫn cập bến ISS trong thời gian 180 ngày, nhưng được thiết kế để ở trên trạm trong tối đa 210 ngày, giống như tàu vũ trụ Soyuz của Nga. Ngay từ đầu của quá trình phát triển, SpaceX đã lên kế hoạch sử dụng hệ thống thoát hiểm tích hợp cho tàu vũ trụ Dragon.

### Crew Dragon

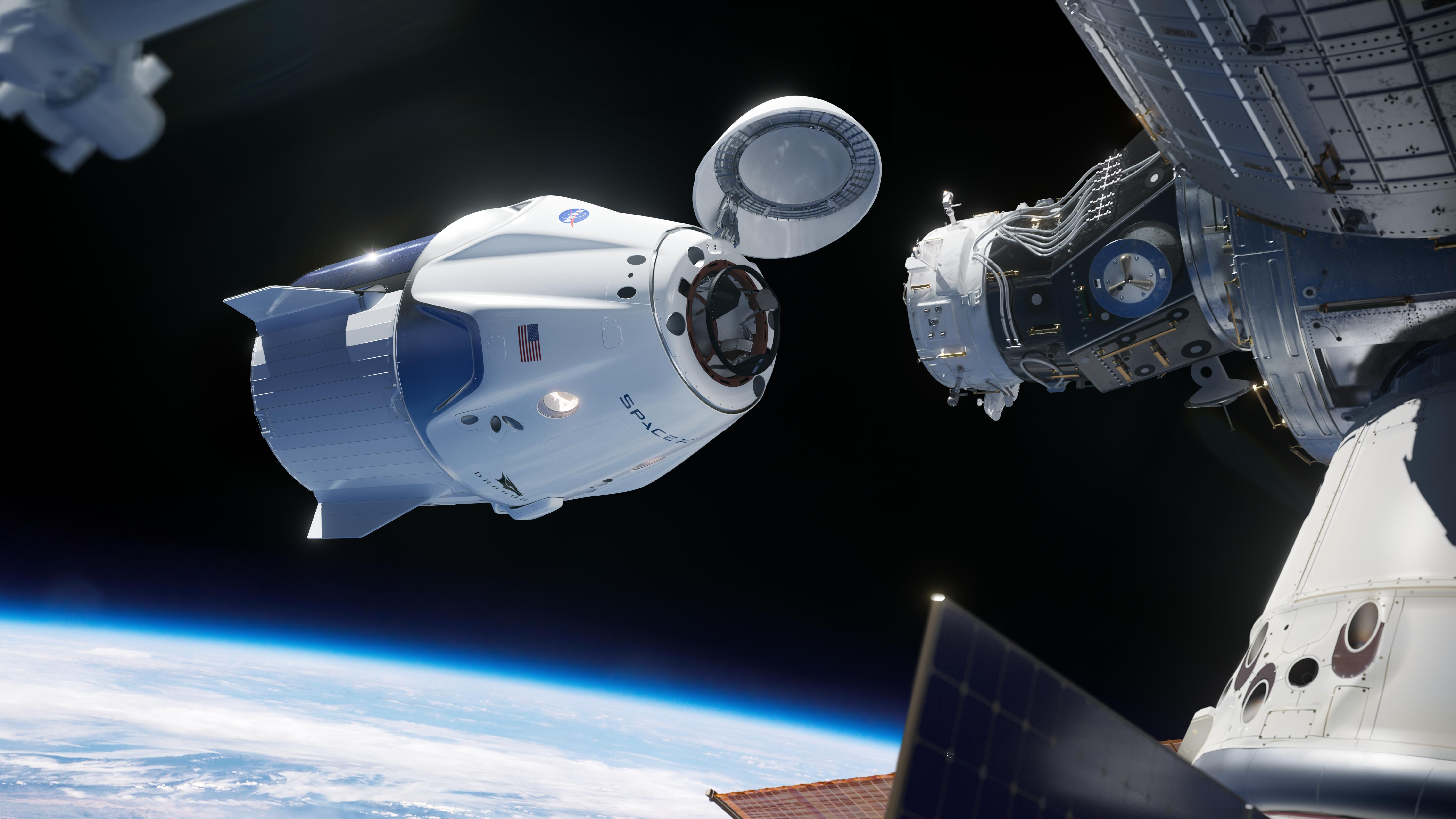
Hình minh họa một phi thuyền SpaceX Crew Dragon tiếp cận Trạm Vũ trụ Quốc tế để cập bến.

Ban đầu, SpaceX dự định hạ cánh Crew Dragon trên đất liền bằng động cơ LES, với dù và rơi chạm đại dương là các lựa chọn có sẵn trong trường hợp vụ phóng bị hủy. Hạ cánh chính xác trên mặt nước bằng dù đã được đề xuất với NASA là "phương pháp quay trở lại khí quyển và phục hồi cơ bản cho một vài chuyến bay đầu tiên" của Crew Dragon. Việc hạ cánh cưỡng bức sau đó đã bị hủy bỏ, khiến việc thả dù xuống biển là lựa chọn duy nhất. Tính đến  năm 2011, Paragon Space Development Corporation đã hỗ trợ phát triển hệ thống hỗ trợ sự sống của Crew Dragon.
Vào năm 2012, SpaceX đã đàm phán với Orbital Outfitters về việc phát triển các bộ quần áo vũ trụ để mặc trong quá trình phóng và quay trở lại khí quyển. Mỗi thành viên phi hành đoàn mặc một bộ đồ không gian tùy chỉnh được trang bị cho họ. Bộ đồ chủ yếu được thiết kế để sử dụng bên trong Dragon (bộ đồ loại IVA): tuy nhiên, trong trường hợp cabin giảm áp nhanh, bộ đồ này có thể bảo vệ các thành viên phi hành đoàn. Bộ đồ cũng có thể làm mát cho các phi hành gia trong chuyến bay bình thường. Đối với nhiệm vụ Demo-1, một hình nộm thử nghiệm có biệt danh Ripley đã được trang bị bộ đồ không gian và cảm biến. Bộ đồ không gian "được làm từ Nomex", một loại vải chống cháy tương tự như Kevlar.
Tại một cuộc họp báo của NASA vào ngày 18 tháng 5 năm 2012, SpaceX đã xác nhận giá phóng mục tiêu của họ cho các chuyến bay của Phi hành đoàn là 160 triệu đô la Mỹ, tương đương khoảng 23 triệu đô la Mỹ mỗi vé nếu phi hành đoàn tối đa 7 người trên tàu và NASA đặt hàng ít nhất bốn chuyến bay của Phi hành đoàn Dragon cho mỗi năm. Điều này trái ngược với giá phóng Soyuz năm 2014 là 76 triệu USD/chỗ ngồi cho các phi hành gia NASA. Thiết kế của tàu vũ trụ được công bố vào ngày 29 tháng 5 năm 2014, trong một sự kiện báo chí tại trụ sở SpaceX in Hawthorne, California. Vào tháng 10 năm 2014, NASA đã chọn tàu vũ trụ Dragon là một trong những ứng cử viên để đưa các phi hành gia Mỹ lên Trạm Vũ trụ Quốc tế, theo Commercial Crew Program. SpaceX đang sử dụng phương tiện phóng Falcon 9 Block 5 để phóng Dragon 2.
Hợp đồng CCtCap của SpaceX định giá mỗi vẽ trên chuyến bay Crew Dragon có giá từ 60–67 triệu đô la Mỹ, trong khi giá trị mệnh giá của mỗi vé được Văn phòng Tổng thanh tra NASA (OIG) ước tính là khoảng 55 triệu đô la Mỹ. Điều này trái ngược với giá phóng Soyuz năm 2014 là 76 triệu USD/chỗ ngồi cho các phi hành gia NASA.
Trong trường hợp có các phi hành gia tư nhân trên Crew Dragon, SpaceX sẽ cung cấp cho họ hợp đồng phi hành gia tư nhân Crew Dragon.

### Cargo Dragon

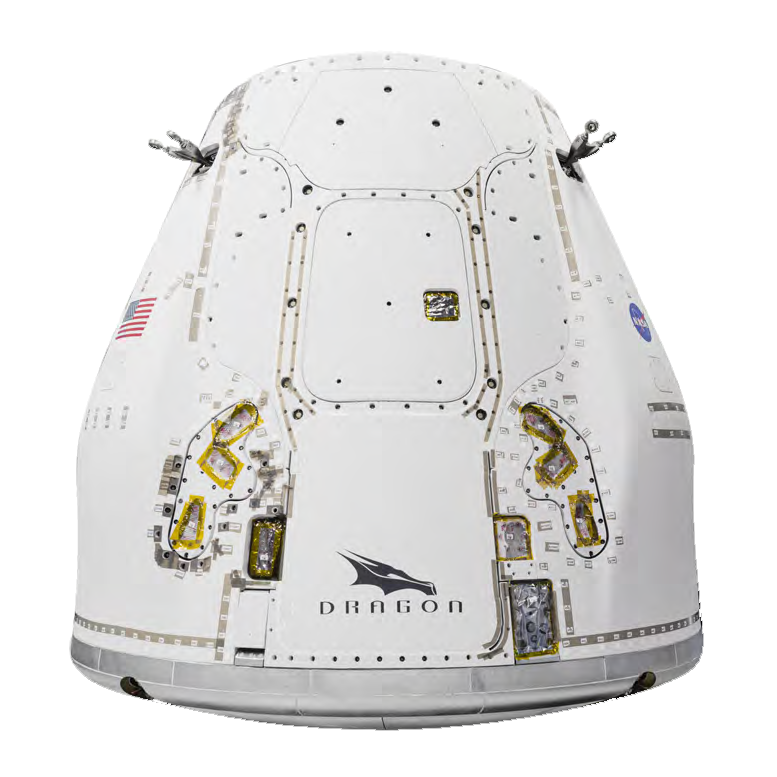
Tàu vũ trụ Dragon 2 Cargo.

Mặc dù Dragon 2 ban đầu được dự định thiết kế để chở phi hành đoàn hoặc cả phi hành đoàn và hàng hóa với ít chỗ ngồi hơn. Trong cuộc chưng cầu thứ hai của hợp đồng cung cấp hàng hóa kéo dài nhiều năm (còn được gọi là CRS-2) của NASA vào năm 2014, để cung cấp cho trạm vũ trụ ISS vào năm 2020–2024, SpaceX đã đề xuất một mô hình mới được đặt tên riêng - Cargo Dragon cho các chuyến bay của NASA. SpaceX đã giành được hợp đồng cho Cargo Dragon trong cuộc đấu thầu CRS-22, với các hợp đồng được trao vào tháng 1 năm 2016 cho sáu chuyến bay.
Cargo Dragons khác với biến thể có phi hành. Nó không có ghế ngồi, buồng lái, hệ thống điều khiển, hệ thống hỗ trợ sự sống của phi hành gia hoặc động cơ SuperDraco. Cargo Dragon cải thiện nhiều khía cạnh của thiết kế Dragon ban đầu, bao gồm cả quá trình phục hồi và tái sử dụng. SpaceX có kế hoạch phóng mỗi tàu vũ trụ Cargo Dragon tối đa năm lần.

## Thiết kế
Dragon 2 bao gồm các tính năng sau:

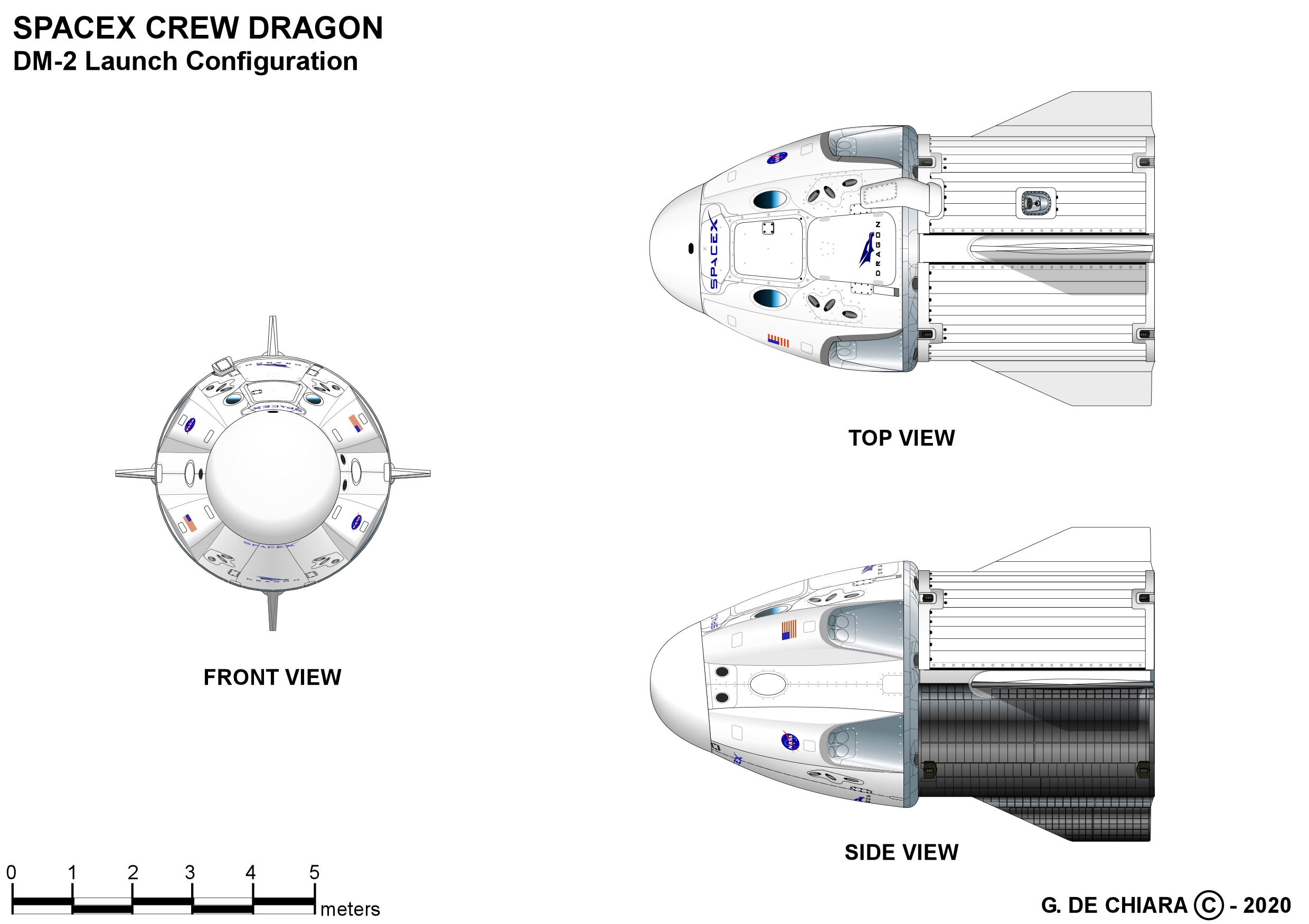
Cấu hình Crew Dragon.

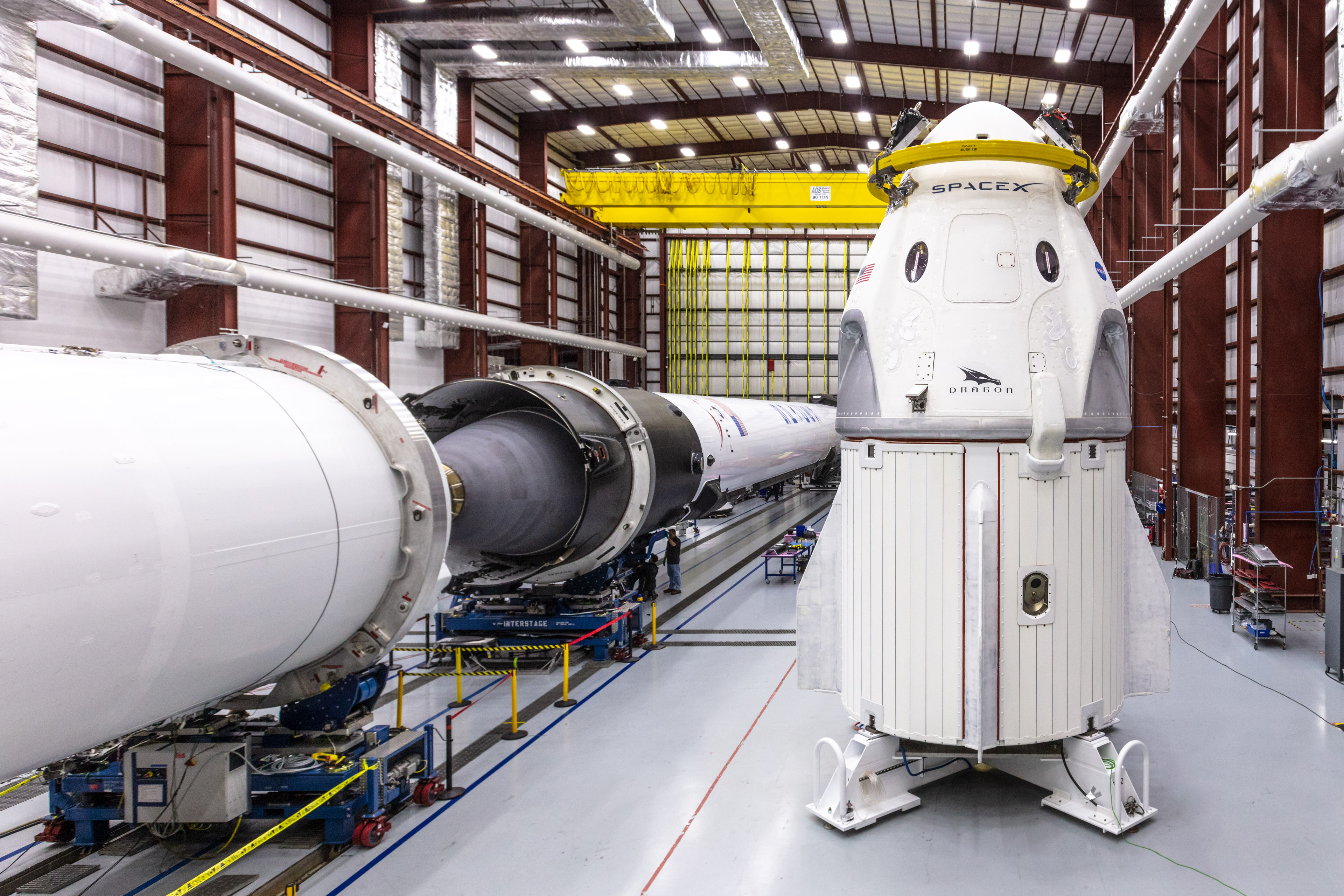
Dragon C204 trong Cơ sở LC-39A vào tháng 12 năm 2018, chuẩn bị cho việc ra mắt DM-1.

Dragon 2 có thể tái sử dụng một phần, làm giảm chi phí mỗi lần phóng đáng kể. Sau các kế hoạch trước đó của SpaceX về việc sử dụng các tàu vũ trụ mới cho mọi chuyến bay của phi hành đoàn cho NASA, cả hai đã đồng ý sử dụng lại các tàu vũ trụ Crew Dragon. Cargo Dragon có thể chở 3.307 kg (7.291 lb) hàng hoá tới ISS; Crew Dragon có sức chứa bảy phi hành gia (chỉ có bốn chỗ ngồi được sử dụng cho các sứ mệnh của NASA). Phía trên ghế ngồi có bảng điều khiển gồm ba màn hình, nhà vệ sinh (có rèm che riêng tư) và cửa sập. Việc hạ cánh biển được thực hiện với bốn chiếc dù chính ở cả hai biến thể. Hệ thống dù đã được thiết kế lại hoàn toàn từ hệ thống được sử dụng trong tàu vũ trụ Dragon trước đó, do nhu cầu triển khai dù theo nhiều tình huống hủy phóng khác nhau.
Crew Dragon có tám động cơ SuperDraco gắn bên hông, được tập hợp thành các cặp dự phòng trong bốn vỏ động cơ, với mỗi động cơ có thể tạo ra 71 kN (16.000 lbf)   lực đẩy cho nhiệm vụ hủy phóng Mỗi tàu cũng chứa bốn động cơ Draco có thể được sử dụng để kiểm soát quỹ đạo. Buồng đốt động cơ SuperDraco được làm bằng Inconel, một hợp kim của niken và sắt, sử dụng quy trình thiêu kết kim loại trực tiếp bằng tia laze. Động cơ được chứa trong một nan bảo vệ để ngăn chặn sự lan truyền lỗi nếu động cơ bị hỏng.
Khi đã ở trên quỹ đạo, Dragon 2 có thể tự động cập bến ISS. Dragon 1 đã được neo đậu bằng cách sử dụng cánh tay robot Canadarm2, đòi hỏi sự tham gia đáng kể từ phi hành đoàn ISS. Phi công của Crew Dragon vẫn giữ được khả năng cập bến tàu vũ trụ bằng cách sử dụng các điều khiển thủ công được với một máy tính giống như máy tính bảng. Tàu vũ trụ có thể được vận hành trong môi trường chân không hoàn toàn và "phi hành đoàn sẽ mặc những bộ đồ không gian do SpaceX thiết kế để bảo vệ họ khỏi sự cố khẩn cấp giảm áp suất cabin nhanh chóng". Ngoài ra, tàu vũ trụ có thể quay trở lại an toàn nếu xảy ra rò rỉ "có đường kính lên tới một lỗ tương đương là 6,35 mm [0,25 in]".
Nhiên liệu phóng và heli pressurant cho cả nhiệm vụ hủy bỏ và đốt cháy trên quỹ đạo được chứa trong thùng làm bằng hỗn hợp carbon - titan hình cầu. Một tấm chắn nhiệt PICA-X bảo vệ tàu vũ trụ trong quá trình tái nhập bầu khí quyển, trong khi cảm biến cho phép kiểm soát độ chính xác của tàu vũ trụ trong giai đoạn đi vào khí quyển khi quay trở lại Trái đất và kiểm soát chính xác quá trình hạ cánh. Một mũi hình nón có thể tái sử dụng "bảo vệ tàu và bộ điều hợp gắn đế trong quá trình phóng lên và hạ cánh", xoay trên bản lề cho phép gắn vào khi ở trong không gian và quay trở lại vị trí được bảo vệ để cho các lần phóng trong tương lai.
Thân là thành phần cấu trúc thứ ba của tàu vũ trụ, có chứa các tấm pin mặt trời, bộ tản nhiệt và các cánh tản để cung cấp sự ổn định khí động học khi khởi chạy hệ thống thoát hiểm.
Các tấm pin năng lượng mặt trời có thể triển khai của Cargo Dragon trước đây đã bị loại bỏ và hiện được tích hợp vào thân tàu. Điều này làm tăng không gian thể tích, giảm số lượng cơ cấu trên tàu và độ tin cậy.
Được công bố vào ngày 29 tháng 8 năm 2021 trong lễ ra mắt CRS-23, Extenda-Lab được trang bị trong Cargo Dragon. "Phương tiện Cargo Dragon mới của chúng tôi cũng có thể hoạt động như một phòng thí nghiệm trong sự tiến bộ của khoa học và nghiên cứu. Chúng tôi gọi khả năng này là Extenda-Lab. Nó cho phép một số trọng tải được cung cấp năng lượng trên Dragon để thử nghiệm trong suốt thời gian thực hiện nhiệm vụ. Điều này đặc biệt hữu ích khi có không gian giới hạn trên tàu để thực hiện các thí nghiệm khoa học bổ sung. Và nó cũng giúp cắt giảm thời gian mà phi hành đoàn phải di chuyển các vật có trọng tải vào và ra khỏi Dragon. Đối với CRS-23, có 3 trọng tải Extenda-Lab được trang bị cùng sứ mệnh, và khi được kết nối, chiếc thứ 4 hiện ở trên trạm vũ trụ sẽ được lắp đặt vào Dragon".
Đối với các nhiệm vụ không liên quan đến việc cập bến ISS hoặc bất kỳ tàu vũ trụ nào khác và những nhiệm vụ liên quan đến du lịch vũ trụ, bộ chuyển đổi cổng kết nối, thường được sử dụng để cập bến với Trạm vũ trụ quốc tế, có thể được thay thế bằng cửa sổ thủy tinh dạng vòm cho phép quan sát 360 ° bên ngoài tàu vũ trụ, cung cấp các góc nhìn không gian và Trái đất như Mô-đun Cupola trên ISS. Lần đầu tiên tàu vũ trụ Dragon sử dụng mái vòm trên sứ mệnh Inspiration4.

## Chuyến bay có phi hành đoàn

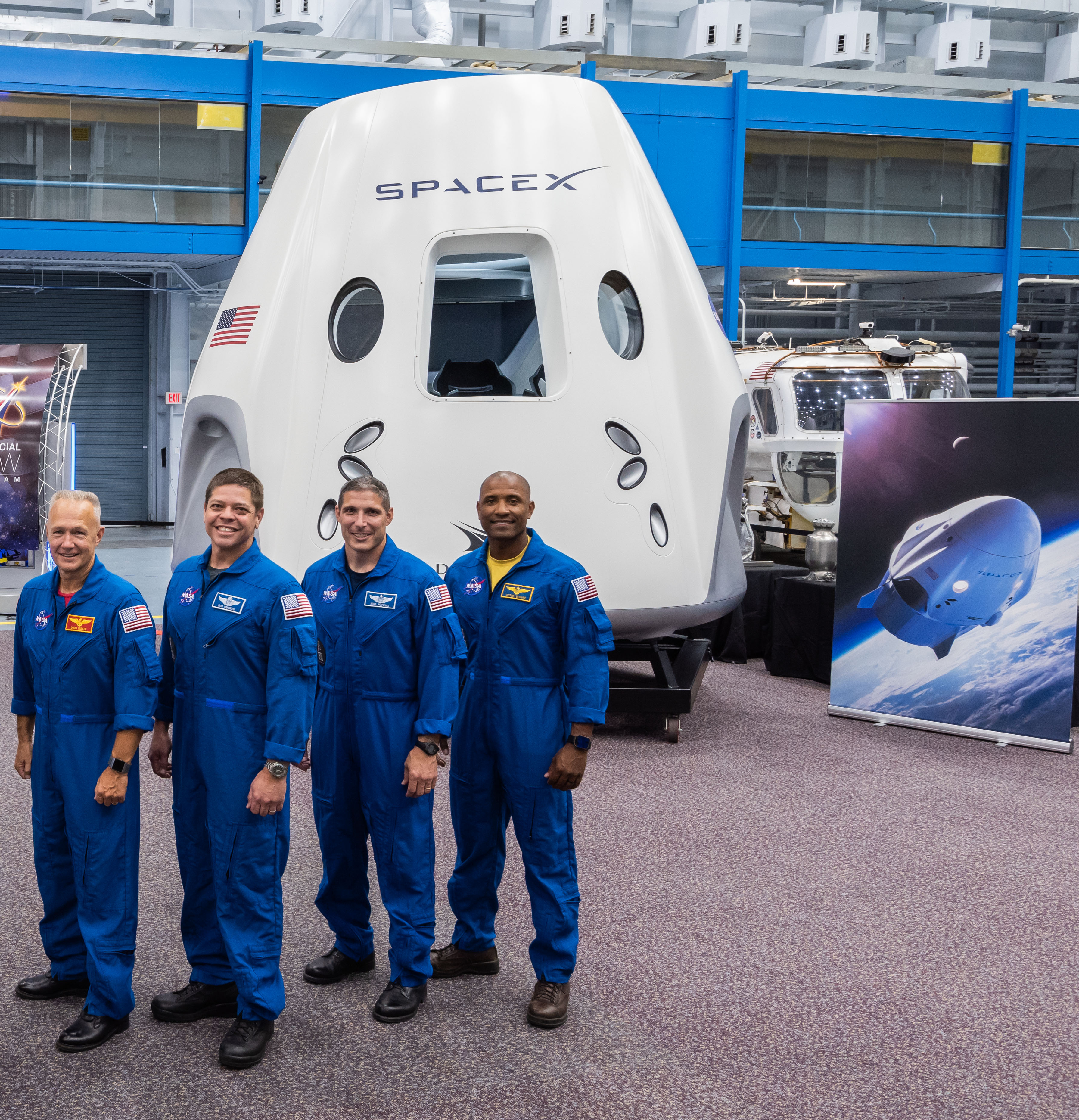
Mô hình Crew Dragon và bốn trong số các phi hành gia của hai phi hành đoàn đầu tiên. Từ trái sang phải: Douglas Hurley, Robert Behnken, Michael Hopkins và Victor Glover.

Dragon được thiết kế để đáp ứng cho cả khách hàng thương mại và khách hàng từ chính phủ. SpaceX và Bigelow Aerospace đã làm việc cùng nhau để hỗ trợ vận chuyển hành khách thương mại khứ hồi đến các điểm đến ở quỹ đạo Trái đất thấp (LEO), nhưng kế hoạch đã bị hủy bỏ. Thay vào đó, Axiom có kế hoạch phóng khách du lịch lên Trạm vũ trụ và cuối cùng là trạm vũ trụ riêng của họ. Các chuyến bay của NASA tới ISS sẽ chỉ có bốn phi hành gia, với khối lượng và khối lượng trọng tải tăng thêm được sử dụng để chở hàng hóa có áp suất.
Vào ngày 16 tháng 9 năm 2014, NASA thông báo rằng SpaceX và Boeing đã được chọn để cung cấp dịch vụ vận chuyển phi hành đoàn lên ISS. SpaceX sẽ nhận được 2,6 tỷ đô la Mỹ theo hợp đồng này. Dragon là đề xuất ít tốn kém, nhưng William H. Gerstenmaier của NASA lại coi đề xuất CST-100 của Boeing khả thi hơn. Tuy nhiên, chuyến bay đầu tiên của Crew Dragon, SpaceX Crew-1, vào ngày 16 tháng 11 năm 2020 đã đánh dấu thành công lớn của SpaceX, trong khi CST-100 gặp một số sự cố và trở nên chậm trễ.
Khác với thông lệ trước đây của NASA, nơi các hợp đồng chế tạo với các công ty thương mại nhưng được NASA trực tiếp vận hành, NASA đang mua các dịch vụ vận chuyển không gian từ SpaceX, bao gồm cả chế tạo, phóng và vận hành Dragon 2.
Vào tháng 8 năm 2018, NASA và SpaceX đã đồng ý về các quy trình nạp nhiên liệu, xe vận chuyển nhiên liệu và phi hành đoàn. Heli áp suất cao sẽ được nạp lên đầu tiên, tiếp đó khoảng hai giờ trước khi khởi hành theo lịch trình là hành khách; sau đó tổ lái sẽ rời khỏi bệ phóng và di chuyển đến một khoảng cách an toàn. Hệ thống thoát hiểm sẽ được kích hoạt khoảng 40 phút trước khi phóng, với việc nạp nhiên liệu phóng sẽ bắt đầu vài phút sau đó.
Nhiệm vụ thử nghiệm tự động đầu tiên được phóng lên Trạm Vũ trụ Quốc tế (ISS) vào ngày 2 tháng 3 năm 2019. Sau khi thay đổi lịch trình, chuyến bay có phi hành đoàn đầu tiên được khởi động vào ngày 30 tháng 5 năm 2020 cùng với việc khởi động sứ mệnh Demo-2.
Vào tháng 6 năm 2019, Bigelow Space Operations đã thông báo rằng họ đã đặt trước với SpaceX 4 sứ mệnh với 4 hành khách mỗi lần lên ISS sớm nhất là vào năm 2020 và có kế hoạch bán chúng với giá khoảng 52 triệu USD/ghế. Các kế hoạch này đã bị hủy bỏ vào tháng 9 năm 2019.
Vào ngày 18 tháng 2 năm 2020, dựa trên sự phát triển của chương trình phi hành đoàn thương mại NASA, Space Adventures đã công bố một thỏa thuận với SpaceX để vận chuyển bốn khách du lịch vũ trụ và một nhiệm vụ độc lập trên tàu vũ trụ Crew Dragon vào cuối năm 2021 hoặc 2022, có thể đạt đến độ cao hai - cao gấp ba lần so với Trạm vũ trụ quốc tế. Tuy nhiên, đến tháng 10 năm 2021, hợp đồng đã hết hạn, nhưng công ty vẫn để ngỏ khả năng thực hiện một nhiệm vụ trong tương lai.

## Thử nghiệm

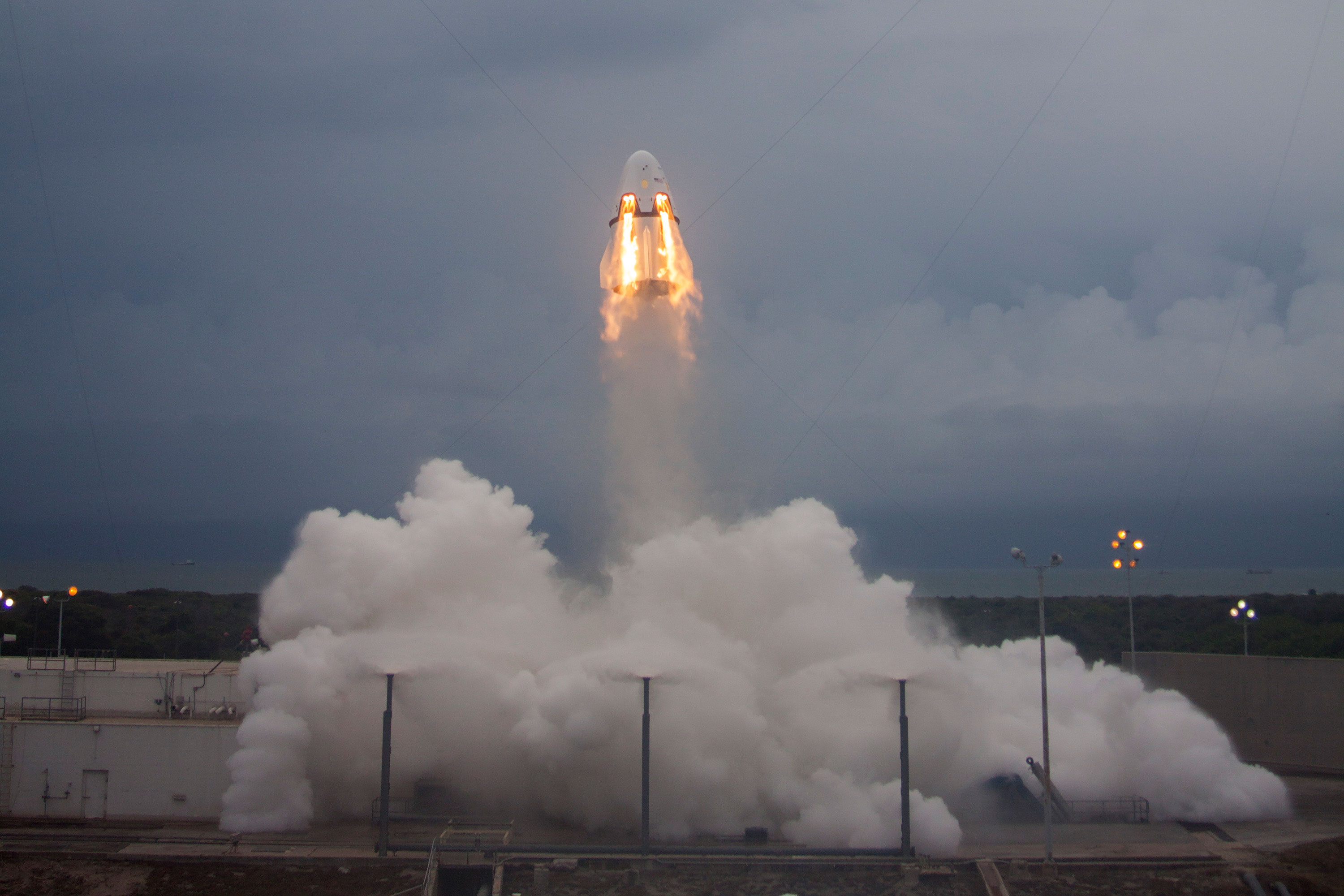
Thử nghiệm Dragon 2 vào ngày 6 tháng 5 năm 2015 tại CCAFS, SLC-40.

SpaceX đã lên kế hoạch cho bốn chuyến bay thử nghiệm Crew Dragon: một thử nghiệm "hủy bỏ đệm", một chuyến bay trên quỹ đạo không lái lên ISS, một thử nghiệm hủy bỏ trong chuyến bay và cuối cùng là một sứ mệnh trình diễn của phi hành đoàn kéo dài 14 ngày lên ISS, ban đầu được lên kế hoạch vào tháng 7 năm 2019, nhưng sau một vụ nổ tàu vũ trụ, thử nghiệm đã bị trì hoãn đến tháng 5 năm 2020.

### Thử nghiệm huỷ bỏ từ bệ phóng

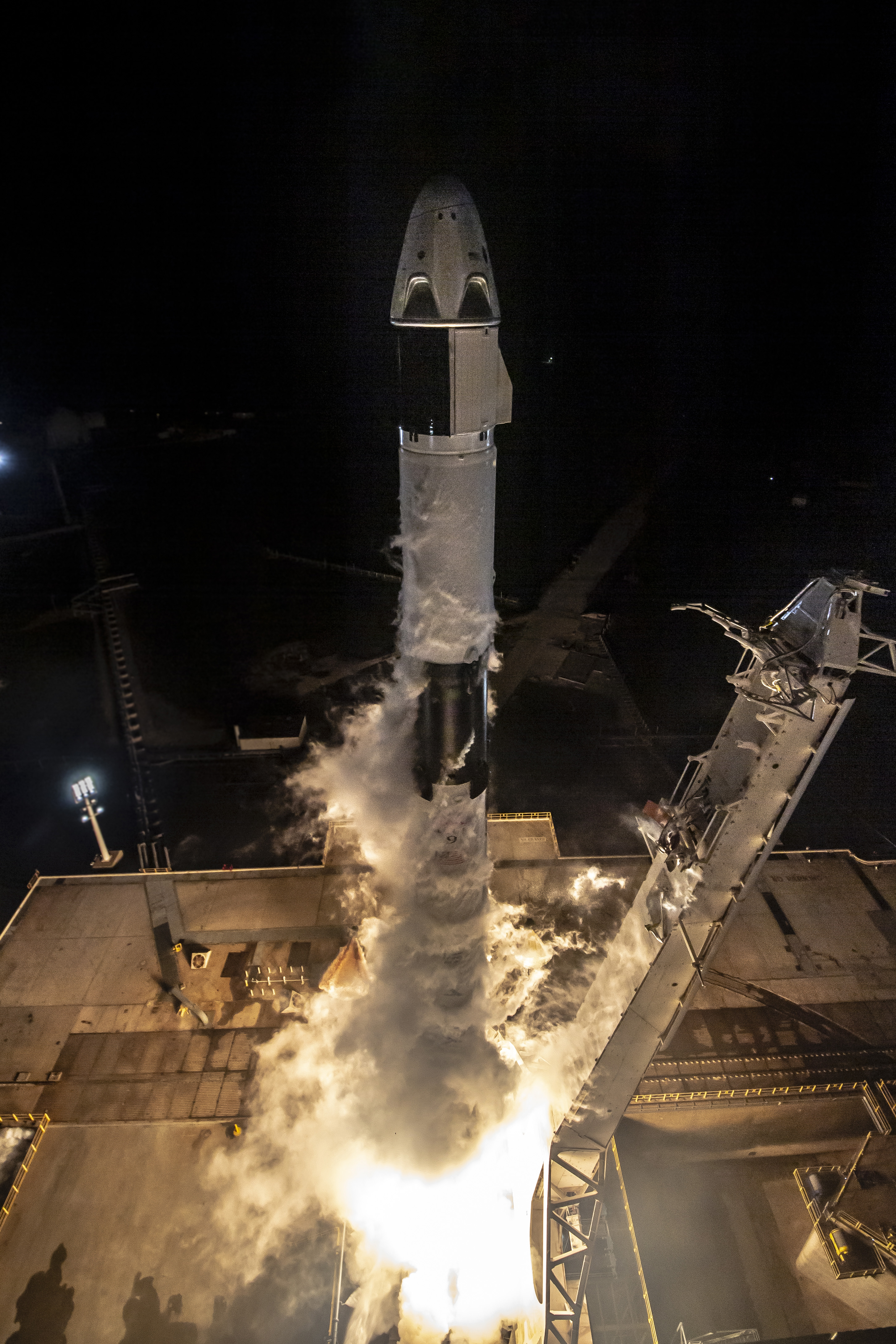
Demo-1, chuyến bay không gian đầu tiên của Crew Dragon.

Cuộc thử nghiệm hủy bỏ từ bệ phóng được thực hiện thành công vào ngày 6 tháng 5 năm 2015 trên bệ phóng SLC-40 được thuê bởi SpaceX. Dragon đã hạ cánh an toàn xuống đại dương ở phía đông bệ phóng 99 giây sau khi động cơ SuperDraco đánh lửa. Dragon 2 được sử dụng cho thử nghiệm hủy bỏ từ bệ phóng nằm trên một cấu trúc giàn chứ không phải một tên lửa Falcon 9 đầy đủ. Một hình nộm thử nghiệm va chạm được lắp đặt với một bộ cảm biến được đặt bên trong thiết bị thử nghiệm để ghi lại tải trọng và lực gia tốc tại ghế của phi hành đoàn, trong khi sáu ghế còn lại được chất đầy tạ để mô phỏng trọng lượng toàn hành khách. Mục tiêu thử nghiệm để chứng minh Dragon 2 đủ xung lực, lực đẩy và khả năng kiểm soát để tiến hành huỷ bỏ từ bệ phóng an toàn. Vấn đề về tỷ lệ hỗn hợp nhiên liệu đã được phát hiện sau chuyến bay ở một trong tám động cơ SuperDraco, khiến nó hoạt động kém hiệu quả, nhưng không ảnh hưởng nghiêm trọng đến chuyến bay.
Vào ngày 24 tháng 11 năm 2015, SpaceX đã tiến hành kiểm tra khả năng bay lơ lửng của Dragon 2 tại cơ sở phát triển tên lửa của công ty ở McGregor, Texas . Trong một đoạn video, tàu vũ trụ được treo bằng cáp cẩu và đốt cháy các động cơ SuperDraco của nó để bay lơ lửng trong khoảng 5 giây bằng 8 động cơ của nó. Phương tiện thử nghiệm cũng là thiết bị đã thực hiện thử nghiệm huỷ bỏ từ bệ phóng trước đó vào năm 2015; nó được đặt biệt danh là DragonFly.

### Demo-1: Thử nghiệm phóng lên quỹ đạo
Năm 2015, NASA đã chỉ định đội ngũ phi hành gia Thương mại đầu tiên của mình gồm bốn phi hành gia kỳ cựu làm việc với SpaceX và Boeing - Robert Behnken, Eric Boe, Sunita Williams và Douglas Hurley. Nhiệm vụ Demo-1 đã hoàn thành cột mốc cuối cùng của chương trình Phát triển Phi hành đoàn Thương mại, mở đường cho việc bắt đầu các dịch vụ thương mại theo hợp đồng Dịch vụ Vận tải Phi hành đoàn ISS sắp tới. Vào ngày 3 tháng 8 năm 2018, NASA đã công bố phi hành đoàn cho sứ mệnh DM-2. Phi hành đoàn này gồm hai người, bao gồm các phi hành gia NASA Bob Behnken và Doug Hurley . Behnken trước đây đã bay với tư cách là chuyên gia sứ mệnh trên tàu STS-123 và STS-130. Hurley trước đây đã bay với tư cách là một phi công trong sứ mệnh STS-127 và trong sứ mệnh Tàu con thoi cuối cùng, nhiệm vụ STS-135 .
Thử nghiệm quỹ đạo đầu tiên của Crew Dragon được đặt tên chính thức là "Crew Demo-1" và được khởi động vào ngày 2 tháng 3 năm 2019. Tàu vũ trụ đã thử nghiệm phương pháp tiếp cận và các quy trình cập bến tự động với ISS, cập cảng cho đến ngày 8 tháng 3 năm 2019, sau đó tiến hành tái xâm nhập bầu khí quyển và hạ cánh để đủ điều kiện cho một sứ mệnh có phi hành đoàn. Các hệ thống hỗ trợ sự sống đã được giám sát trong suốt chuyến bay thử nghiệm. Tàu vũ trụ tương tự được lên kế hoạch sử dụng lại vào tháng 6 năm 2019 cho một cuộc thử nghiệm hủy bỏ trên chuyến bay trước khi phát nổ vào ngày 20 tháng 4 năm 2019.

### Vụ nổ trong quá trình thử nghiệm

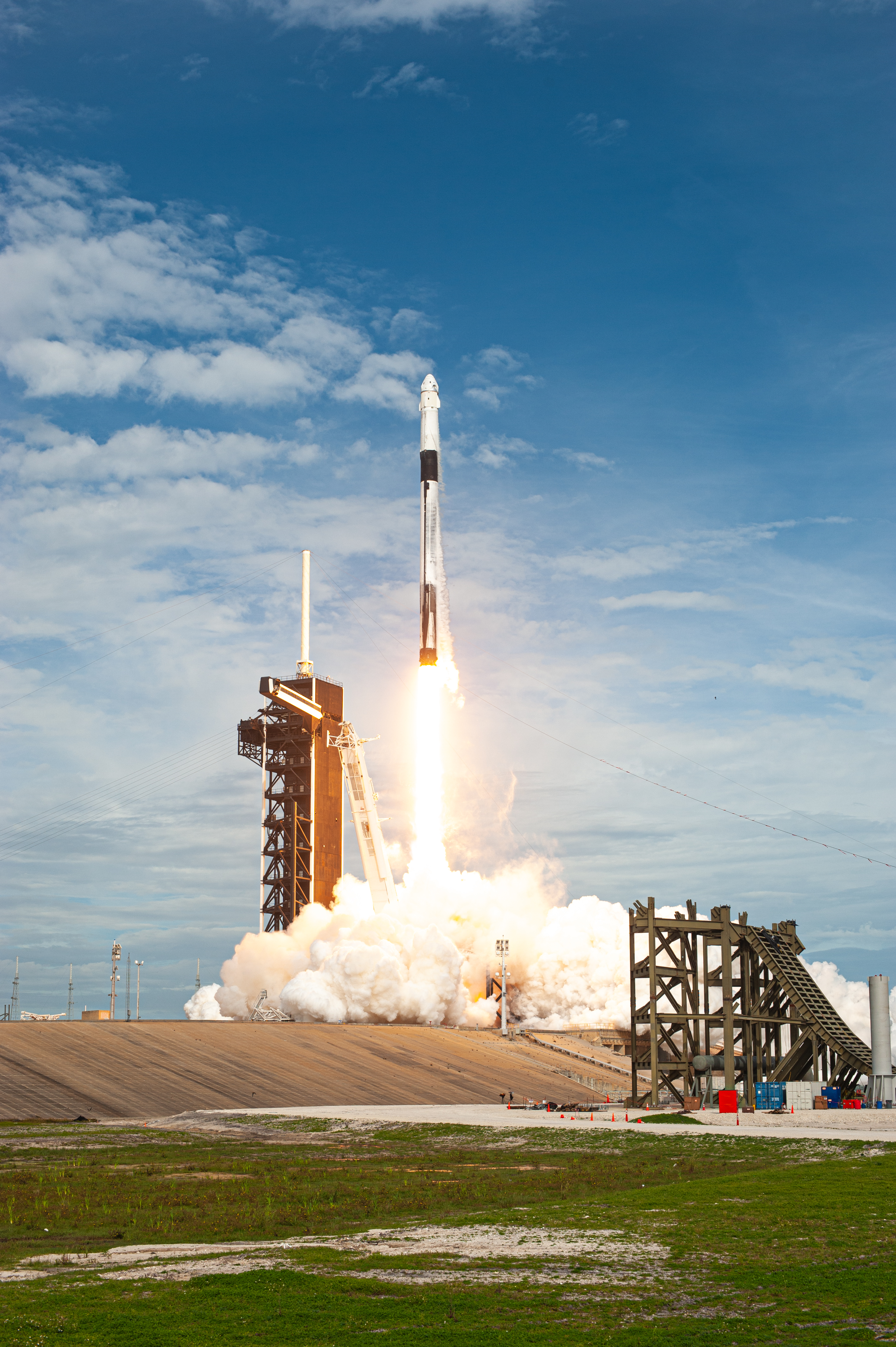
Thử nghiệm hủy bỏ trên máy bay Liftoff của Crew Dragon

Vào ngày 20 tháng 4 năm 2019, Crew Dragon được sử dụng trong nhiệm vụ Demo-1 đã bị phá hủy trong một vụ nổ trong quá trình thử nghiệm cháy tĩnh tại cơ sở Landing Zone 1. Vào ngày xảy ra vụ nổ, thử nghiệm ban đầu đối với động cơ Draco của Crew Dragon đã thành công, nhưng xảy ra bất thường trong quá trình thử nghiệm hệ thống SuperDraco.
Phép đo từ xa, cảnh quay camera tốc độ cao và phân tích các mảnh vỡ được thu hồi cho thấy sự cố xảy ra khi một lượng nhỏ dinitrogen tetroxide bị rò rỉ vào một dòng heli được sử dụng để tạo áp suất cho các thùng chứa nhiên liệu. Rò rỉ dường như đã xảy ra trong quá trình xử lý trước khi thử nghiệm. Kết quả là áp suất của hệ thống trong 100 ms trước khi phóng đã làm hỏng van một chiều, dẫn đến vụ nổ.
Vì tàu vũ trụ bị phá hủy được dự kiến sẽ được sử dụng trong thử nghiệm trên chuyến bay sắp tới, vụ nổ và cuộc điều tra đã làm trì hoãn quá trình thử nghiệm quỹ đạo tiếp theo của phi hành đoàn.
Thử nghiệm động cơ SuperDraco đã thành công vào ngày 13 tháng 11 năm 2019. Thử nghiệm cháy tĩnh toàn thời gian đối với hệ thống thoát hiểm khi phóng của Crew Dragon đã diễn ra tại Trạm Không quân Cape Canaveral tại Vùng hạ cánh 1 của SpaceX lúc 20:08 UTC . Cuộc thử nghiệm cho thấy rằng những sửa đổi được thực hiện đối với con tàu để ngăn chặn sự cố như đã từng xảy ra vào ngày 20 tháng 4 năm 2019 đã thành công. Phương tiện được sử dụng cho thử nghiệm mặt đất này cũng sẽ được sử dụng cho thử nghiệm hủy bỏ chuyến bay sau này.
Một số sửa đổi là:
- Thay thế van bằng đĩa nổ : Không giống như van, đĩa nổ được thiết kế để sử dụng một lần.
- Việc bổ sung các cánh trên mỗi động cơ SuperDraco để gắn các ống đẩy trước khi rơi xuống đại dương, ngăn chặn sự xâm nhập của nước.[88]

### Thử nghiệm huỷ bỏ kế hoạch phóng
Tàu vũ trụ Crew Dragon thử nghiệm vào ngày 19 tháng 1 2020 lúc 15:30 UTC từ LC-39A khi hủy bỏ kịch bản trong tầng đối lưu ở transonic vận tốc trong thời gian ngắn sau khi đi qua Q max, nơi con tàu chịu áp suất khí động học tối đa. Dragon 2 đã sử dụng động cơ hủy bỏ SuperDraco của mình để đẩy mình ra khỏi Falcon 9 sau một lần cố ý cắt động cơ sớm. Mười giây sau khi Dragon 2 tách ra, chiếc Falcon 9 phát nổ do phần trước tên lửa lộ ra sau đó và bị phá hủy. Các động cơ Draco nhỏ hơn sau đó được sử dụng để định hướng cho con tàu đi xuống. Tất cả các chức năng chính đã được thực hiện, bao gồm quá trình tách, khởi động động cơ, triển khai dù và hạ cánh. Dragon 2 văng xuống lúc 15:38:54 UTC ngay ngoài khơi bờ biển Florida ở Đại Tây Dương. Mục tiêu thử nghiệm là chứng minh khả năng di chuyển an toàn khỏi tên lửa đang bay trong điều kiện khí quyển khắc nghiệt nhất của quỹ đạo, áp đặt ứng suất cấu trúc tồi tệ nhất của chuyến bay thực lên tên lửa và tàu vũ trụ. Thử nghiệm hủy bỏ được thực hiện bằng tên lửa Falcon 9 Block 5 với giai đoạn thứ hai được nạp đầy nhiên liệu với bộ mô phỏng khối lượng thay thế động cơ Merlin.
Trước đó, thử nghiệm này đã được lên kế hoạch trước khi thực hiện thử nghiệm phóng quỹ đạo không quay, tuy nhiên, SpaceX và NASA cho rằng việc sử dụng tàu vũ trụ đại diện cho chuyến bay sẽ an toàn hơn là các báo cáo từ thử nghiệm hủy bỏ từ bệ phóng.
Thử nghiệm này trước đây được lên kế hoạch sử dụng tàu C204 từ Demo-1, tuy nhiên, C204 đã bị phá hủy trong một vụ nổ trong thử nghiệm cháy tĩnh vào ngày 20 tháng 4 năm 2019. Capsule C205, được lên kế hoạch ban đầu cho Demo-2 đã được sử dụng cho Thử nghiệm  với C206 được lên kế hoạch sử dụng trong Demo-2. Đây là chuyến bay thử nghiệm cuối cùng của tàu vũ trụ trước khi nó bắt đầu chở các phi hành gia lên Trạm Vũ trụ Quốc tế theo Chương trình Phi hành đoàn Thương mại của NASA.
Trước khi bay thử, các đội đã hoàn tất các thủ tục trong ngày phóng cho chuyến bay thử đầu tiên của các phi hành gia, từ trang phục đến việc vận hành bệ phóng. Các nhóm chung đã tiến hành đánh giá dữ liệu đầy đủ trước khi các phi hành gia NASA bay trên hệ thống trong sứ mệnh Demo-2 của SpaceX.

### Demo-2: Thử nghiệm phóng lên quỹ đạo có phi hành gia

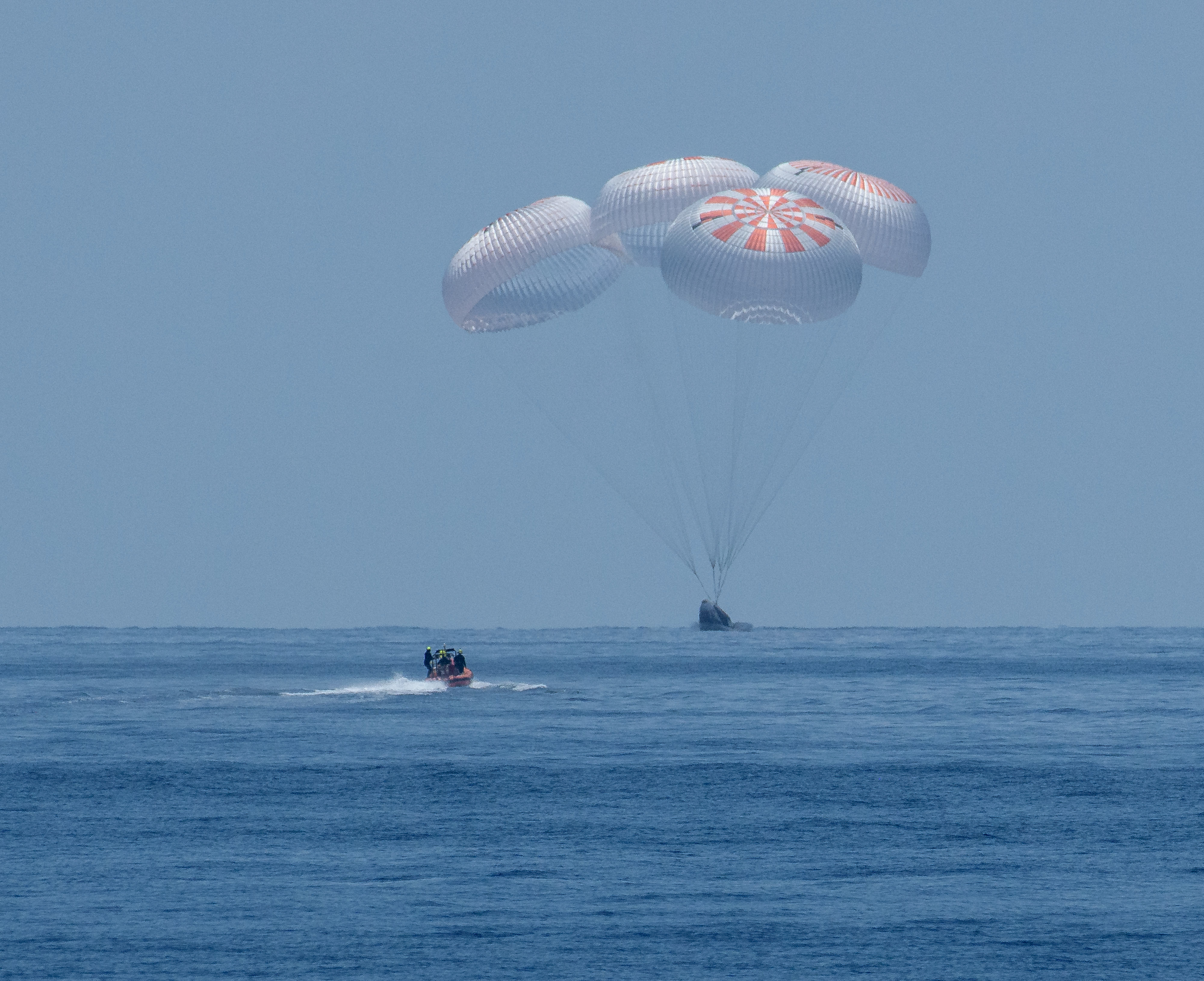
SpaceX Demo-2 hạ cánh trên mặt biển.

Vào ngày 17 tháng 4 năm 2020, Quản trị viên NASA Jim Bridenstine thông báo Phi hành đoàn Dragon Demo-2 đầu tiên được đưa lên Trạm Vũ trụ Quốc tế sẽ phóng vào ngày 27 tháng 5 năm 2020. Phi hành gia Bob Behnken và Doug Hurley được chỉ định để thực hiện sứ mệnh, đánh dấu lần đầu tiên phi hành đoàn được phóng lên Trạm Vũ trụ Quốc tế từ Hoa Kỳ kể từ STS-135 vào tháng 7 năm 2011. Vụ phóng ban đầu bị hoãn lại đến ngày 30 tháng 5 năm 2020 do điều kiện thời tiết tại bãi phóng. Lần phóng thứ hai đã thành công, với tàu C206, sau này được phi hành đoàn đặt tên là Endeavour, phóng vào ngày 30 tháng 5 năm 2020, 19:22 UTC. Con tàu đã cập bến thành công Trạm Vũ trụ Quốc tế vào ngày 31 tháng 5 năm 2020 lúc 14:27 UTC. Vào ngày 2 tháng 8 năm 2020, Crew Dragon đã tháo dỡ hàng hóa và hạ cánh thành công ở Đại Tây Dương.
Việc phóng trong tàu vũ trụ Dragon 2 được phi hành gia Bob Behnken mô tả là "trơn tru" nhưng "chúng tôi chắc chắn đang lái xe và cưỡi một con rồng lên trên.... ít hơn một chút [so với Tàu con thoi] nhưng nhiều hơn một chút, còn sống có lẽ là cách tốt nhất mà tôi mô tả về nó.
Về việc hạ cánh tàu vũ trụ, Behnken nói, "Khi chúng tôi xuống bầu khí quyển một chút, Dragon thực sự trở nên sống động. Nó bắt đầu phóng các động cơ đẩy và giữ cho chúng tôi bay theo hướng thích hợp. Bầu không khí bắt đầu ồn ào - bạn có thể nghe thấy tiếng ầm ầm bên ngoài tàu. Và khi chiếc tàu cố gắng điều khiển, bạn sẽ cảm thấy một chút gì đó trong cơ thể mình. . .  Chúng tôi có thể cảm nhận được những cuộn nhỏ, tiếng kêu và tiếng ngáp - tất cả những chuyển động nhỏ đó là những thứ chúng tôi nhặt được bên trong tàu. . . . Tất cả các sự kiện phân tách, từ tách thân pin năng lượng cho đến các cú bật của chiếc dù, rất giống như bị đánh vào lưng ghế bằng một cây gậy bóng chày... khá nhẹ cho việc tách thân pin năng lượng nhưng với những chiếc dù thì đó là một cú va chạm khá lớn".